# عصب وجهي

الأعصاب القحفية

العَصَب الوَجْهِيّ(بالإنجليزية: Facial nerve)‏ أو العصب القحفي السابع (بالإنجليزية: seventh cranial nerve أو cranial nerve VII)‏ هو أحد الأعصاب قحفية المزدوجة الاثنى عشر. و يتحكم في العضلات الخاصة بتعابير الوجه و ثلثي الجزء الداخلي من اللسان المتعلق بعملية التذوق وتجويف الفم. ويوفر أيضًا ألياف سابقة للعقدة العصبية بالجهاز الجارسمبثاوي للعديد من العقد العصبية في الرأس والرقبة.  يُغادر العصب الوجهي القحف عبر الثقبة الإبرية الخشائية ثم يمر داخل الغدة النكفية، وينقسم فيها عادةً إلى جذعين علوي وسفلي. يسيران ضمن مادة الغدة النكفية، حيث قد يتواجد المزيد من التفرعات والتفاغرات بين الأعصاب. 
توجد خمس مجموعات انتهائية من فروع العصب الوجهي الفروع الصدغية والوجنية والشدقية والهامشية الفكّية السفلية والرقبية تنبثق من الحافّة العلوية والأمامية والسفلية للغدة النكفية.

## المسار
الجزء الحركي للعصب الوجهي ينشأ من نواة العصب الوجهي في جسر المخ في حين ان الجزء الحسي للعصب الوجهي ينبع من العصب المتوسط.
الجزء الحركي والجزء الحسي من العصب الوجهي يدخلان الجزء الصخري من العظم الصدغي ثم إلى الفتحة السمعية الداخلية(وثيقا بالقرب من الأذن الداخلية) ثم يمتد في مسار متعرج (يتضمن تحولين ضيقين) من خلال قناة الوجه، ويخرج من الثقبة الإبرية الخشائية ويمر عبر الغدة النكفية، حيث ينقسم إلى خمسة فروع رئيسية. وعلى الرغم من انه يمر عبر الغدة النكفية، فإنه لا يغذيها عصبيا. هذا العمل هو من مسؤولية العصب القحفي التاسع، العصب البلعومي اللساني.
العصب الوجهي يشكل العقدة الركبية قبل دخول القناة الوجه.

### الفروع
- العصب الصخري الأكبر - يوفر امداد عصبي جارسمبثاوي للغدة الدمعية، الجيب الوتدي، الجيب الجبهي، جيب الفك العلوي، الجيب الغربالي، تجويف الأنف، وكذلك ألياف حسية خاصة إلى الحنك عبر عصب فيديوس.
- عصب الركابية - يوفرامداد عصبي حركي للعضلة الركابية في الأذن الوسطى.
- حبل طبلة الأذن - يوفرامداد عصبي جارسمبثاوي إلى الغدة تحت الفك والغدة تحت اللسان وألياف تذوق حسية خاصة للثلثين الاماميين من اللسان.

#### داخل القناة الوجهية
- عصب صخري كبير - ينقل التعصيب السمبتاوي إلى الغدة الدمعية، كما يصل ألياف التذوق الحسّية الخاصة إلى الحنك عبر عصب نفق الجناحي  [لغات أخرى]‏.
- العصب الواصل للعظم الركابي - بوفر التعصيب المحرّك لعضلة العظم الركابي في الأذن الوسطى.
- حبل الطبل - يوفر التعصيب السمبتاوي للغدة تحت الفك السفلي والغدة تحت اللسان وألياف التذوق الحسية الخاصة لثلثي اللسان من الناحية الأمامية.

#### خارج الجمجمة
(بعيدا عن الثقبة الإبرية الخشائية)
- العصب السمعي الخلفي—يتحكم في حركات بعض عضلات فروة الرأس الموجودة حول الأذن
- فرع للبطن الخلفي للعضلة ذات البطنين والعضلة الإبرية اللامية
- خمسة فروع وجهية رئيسية (في الغدة النكفية) -- من أعلى إلى أسفل :
  - الفرع الصدغي(الأمامي) من العصب الوجهي
  - الفرع الوجني من العصب الوجهي
  - الفرع الشدقي من العصب الوجهي
  - الفرع الفكي الهامشي من العصب الوجهي
  - الفرع العنقي من العصب الوجهي

## في المرحلة الجنينية
العصب الوجهي ينشأ من القوس اللامي (القوس البلعومي الخيشومي الثاني)

## الوظيفة

### الصادر
وتتمثل مهمته الرئيسية في التحكم الحركي بمعظم عضلات التعبير الوجهي. وأيضا يوفر امداد عصبي للبطن الخلفي من العضلة ذات البطنين والعضلة الإبرية اللامية والعضلة الركابية للأذن الوسطى. كل هذه العضلات هي عضلات مخططة من أصل قسيمي خيشومي ينمو من القوس البلعومي الثاني.
العصب الوجهي أيضا يوفرألياف جارسمبثاوية إلى الغدة تحت الفك والغدة تحت اللسان عبر حبل طبلة الأذن. الامداد العصبي الجارسمبثاوي يعمل على زيادة تدفق اللعاب من هذه الغدد. ويوفر أيضا امداد عصبي جارسمبثاوي إلى الغشاء المخاطي للأنف والغدة الدمعية عبر العقدة الجناحية الحنكية.
العصب الوجهي أيضا يعمل كطرف صادر لمنعكس القرنية ومنعكس الرَمش.

### الوارد
وبالإضافة إلى أنه يتلقى أحاسيس التذوق من الثلثين الأماميين من اللسان، ويرسلها إلى الجزء التذوقي من النواة الانفرادية. يقوم أيضا العصب الوجهي بتزويد البلعوم الفموي تحت اللوزة الحنكية بكمية صغيرة من الامداد العصبي الصادر. وهناك أيضا كمية صغيرة من الإحساس الجلدي يحملها العصب المتوسط من الجلد في صوان الأذن (شحمة الأذن) وحوله.

## موقع أجسام الخلية
أجسام الخلية للعصب الوجهي تتجمع في مناطق تشريحية تسمى النواة أو العقدة العصبية. أجسام الخلية للأعصاب الواردة توجد في العقدة العصبية الركبية لكل من الذوق والإحساس العام الصادر. أجسام الخلايا للأعصاب العضلية الصادرة توجد في النواة الوجهية الحركية في حين أن أجسام الخلية للأعصاب الجارسمبثاوية الصادرة توجد في النواة اللعابية العليا.

## الأهمية السريرية
الناس قد يعانون من شلل العصب الوجهي الحاد، الذي يتجلى عادة في شلل في الوجه.
شلل بيل (شلل الوجه النصفي) هو أحد أنواع شلل العصب الوجهي الحاد المجهول السبب، ويوصف بشكل أدق بأنه الإتهاب المتعدد للعقد العصبية للعصب القحفي والذي يشمل العصب الوجهي، وعلى الأرجح ينتج عن عدوى فيروسية وأيضا في بعض الأحيان نتيجة لمرض لايم. شلل بيل يمكن أن ينتج عن خطأ طبي كوضع مخدر الأسنان الموضعي بموضع غير صحيح (شلل العصب السنخي السفلي). وعلى الرغم من أنه يعطي مظهر جلطة الشلل النصفي، فأن أثاره تتبدد مع استخدام الدواء.

## اختبار العصب الوجهي
حركات الوجه الإرادية مثل تجعيد الحاجب، وإظهار الأسنان، والتقطيب، وإغماض العينين بإحكام (عدم القدرة على القيام بذلك يسمى لاجوفثالموس) 
،و زم الشفاه ونفخ الخدين، كلها تختبر العصب الوجهي. ينبغي ألا يكون هناك عدم تناسق ملحوظ.
في أحد أنواع اصابة الأعصاب الحركية العلوية يسمى السبع المركزية، فقط الجزء السفلي من الوجه على الجانب المقابل سوف يتأثر، وذلك بسبب وجود سيطرة ثنائية على عضلات الوجه العليا (العضلة الجبهية والعضلة الدويرية العينية).
إصابات الأعصاب الحركية السفلية يمكن أن تؤدي إلى شلل في العصب القحفي السابع (شلل بيل هو المصطلح المستخدم لوصف شلل العصب الوجهي المجهول السبب)، والذي يتبدى في ضعف في كل من الجزء العلوي والسفلي للوجه على نفس جهة الإصابة.
ويمكن اختبار التذوق على الثلثين الأماميين من اللسان. يتم ذلك باستخدام مسحة غُمست في محلول منكه، أو مع التحفيز الإلكتروني (على غرار وضع لسانك على بطارية).
منعكس القرنية. القوس الوارد يتم بواسطة واردات حسية عامة من العصب ثلاثي التوائم. القوس الصادر يتم عن طريق العصب الوجهي. وينطوي رد الفعل على رَمش كلتا العينين لاإراديا ردا على تحفيز عين واحدة. هذا بسبب أن الامداد العصبي من العصب الوجهي لعضلات التعبير الوجهي، أي العضلة الدويرية العينية، مسؤول عن الرَِمش. وبالتاي، فإن منعكس القرنية يختبر على نحو فعال حسن سير كل من العصب القحفي الخامس والعصب القحفي السابع.

## صور إضافية

منظر من الدماغ البشري، وأعصاب في الجمجمة.
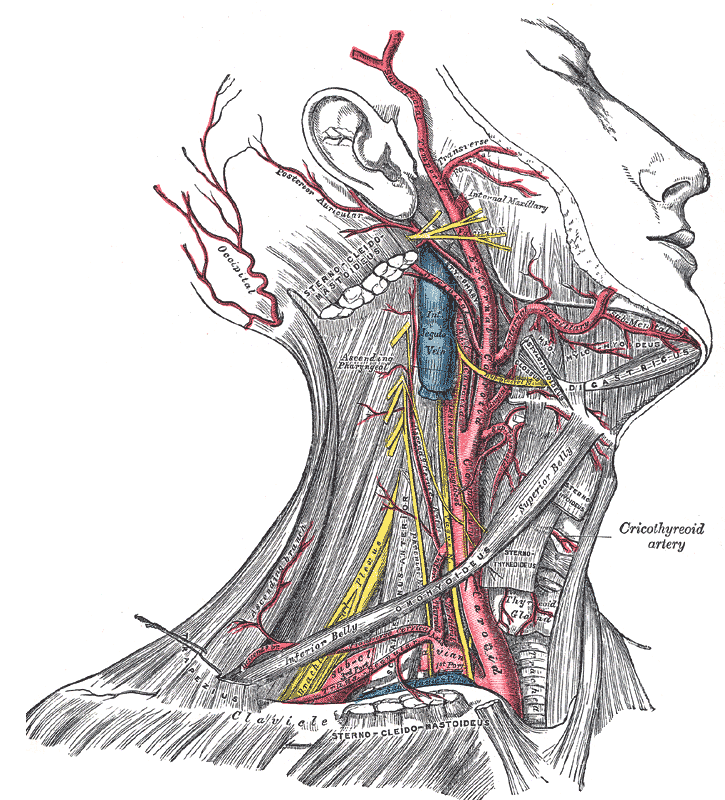
تشريح سطحي من الجانب الأيمن من الرقبة، يُظهر الشرايين السباتية والشرايين تحت الترقوة.
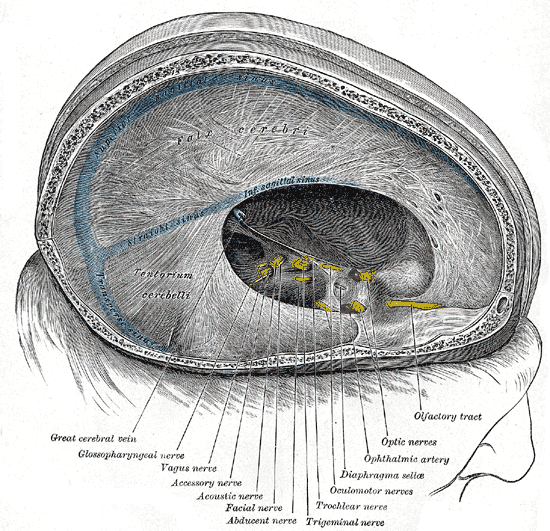
الأم الجافية وزوائدها تعرض عن طريق إزالة جزء من النصف الأيمن من الجمجمة والدماغ.
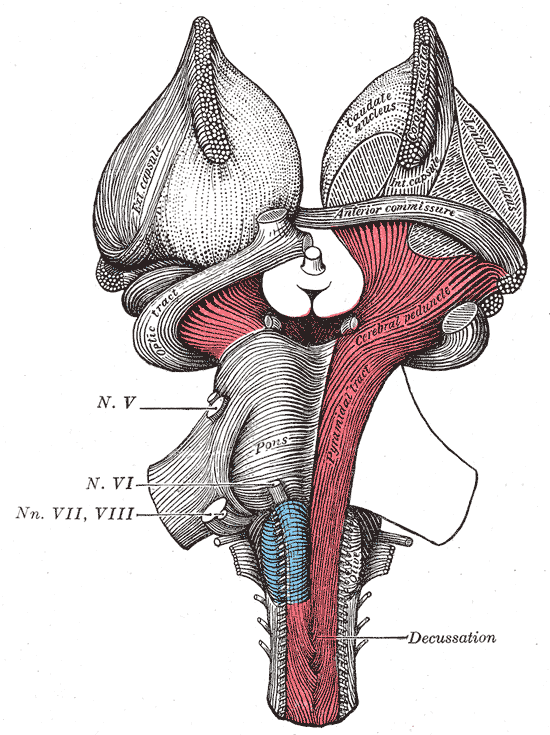
تشريح سطحي من جذع المخ. عرض بطني.
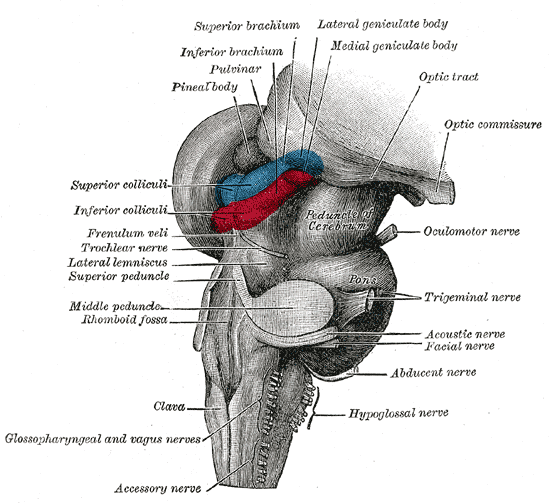
منظر الدماغ الخلفي والمتوسط ؛ منظر خلفي طرفي.
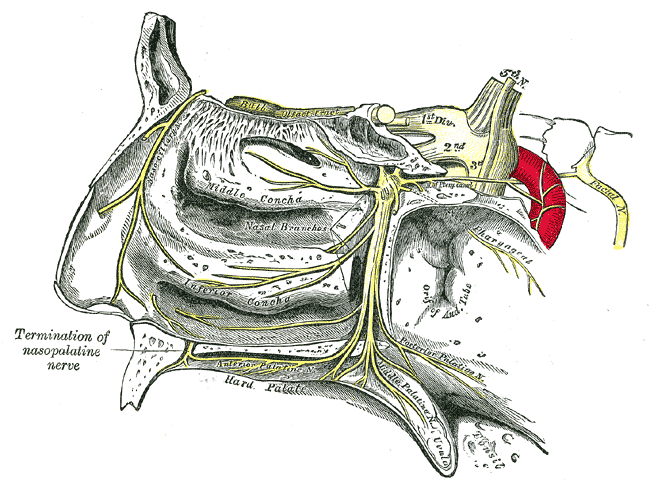
العقدة الوتدية الحنكية وفروعها.
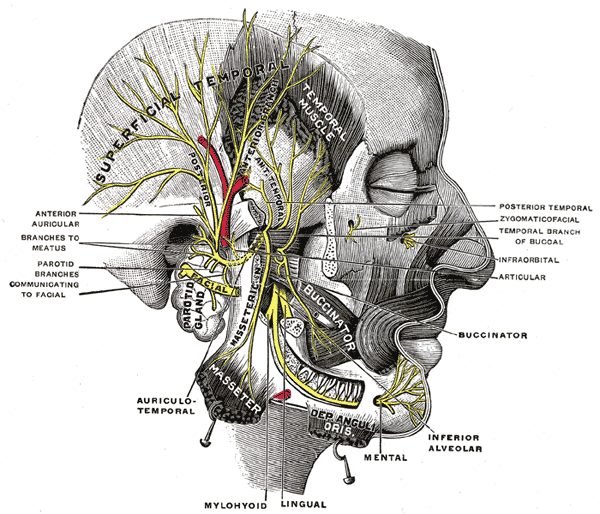
الانقسام الفكي  للعصب الثلاثي التوائم.
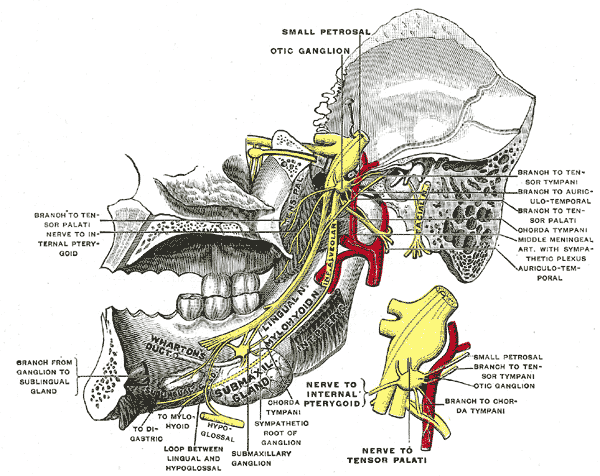
الانقسام الفكي  للعصب الثلاثي التوائم، يتضح من خط الوسط.
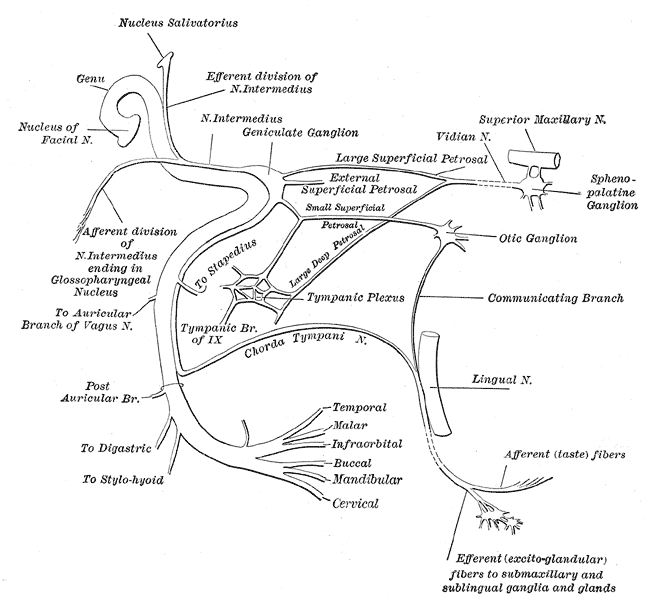
تخطيط للعصب الوجهي والمتوسط واتصالاتهم مع الأعصاب الأخرى.
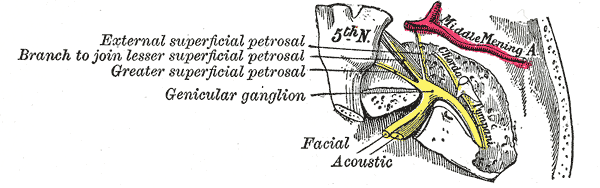
مسار ووصلات العصب الوجهي في العظم الصدغي.
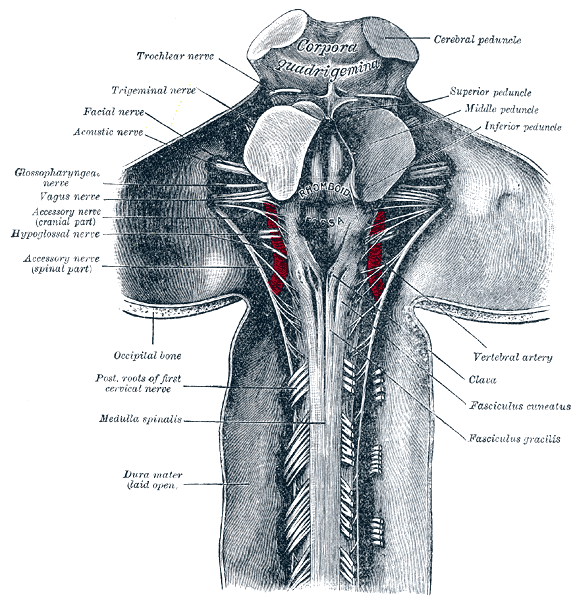
الجزء العلوي من النخاع والدماغ الخلفي، والمتوسط ؛ الجانب الخلفي، في موضعها الأصلي.
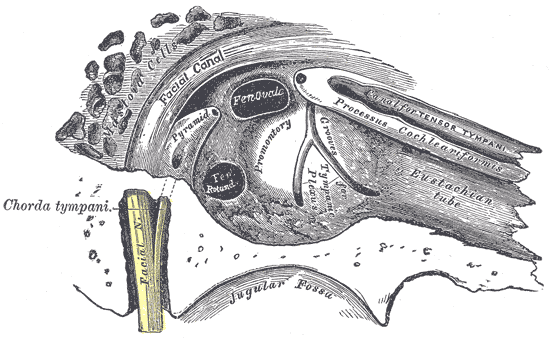
منظر من الجدار الداخلي للطبلة (enlarged.)
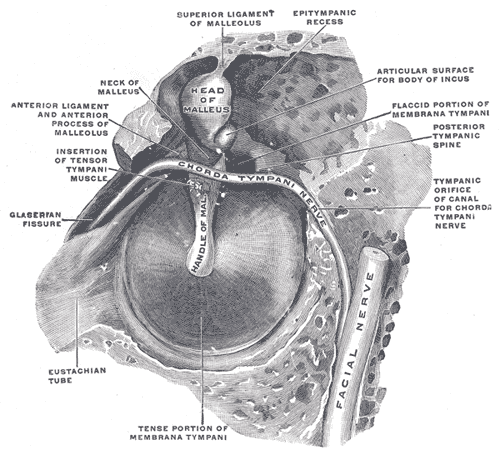
طبلة الأذن اليمنى مع المطرقة وحبل طبلة الأذن، ينظر إليها من الداخل، من وراء، ومن أعلاه.
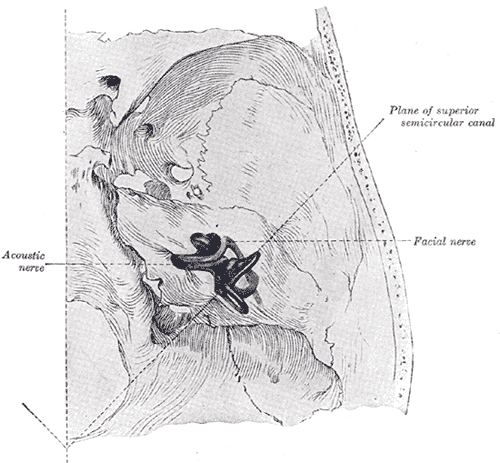
موضع التيه العظمي للأذن الداخلية في داخل الجمجمة، وينظر إليها من فوق.
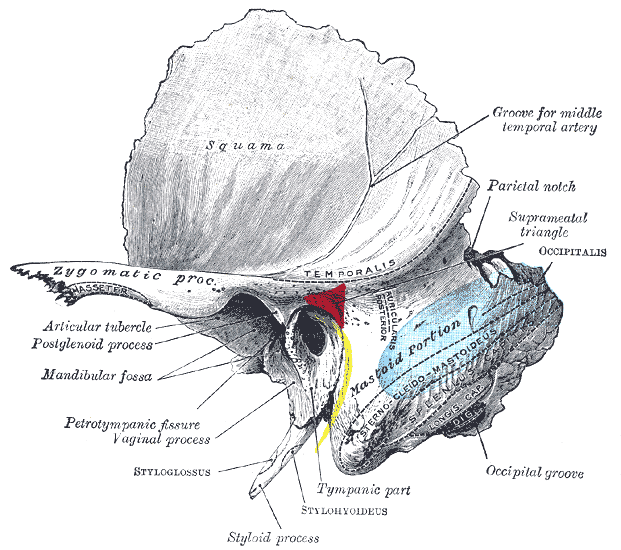
العظم الصدغي الأيسر تظهر علامات سطح التجويف الطبلاني (أحمر)، الجيب العرضي (أزرق)، والعصب الوجهي (أصفر).
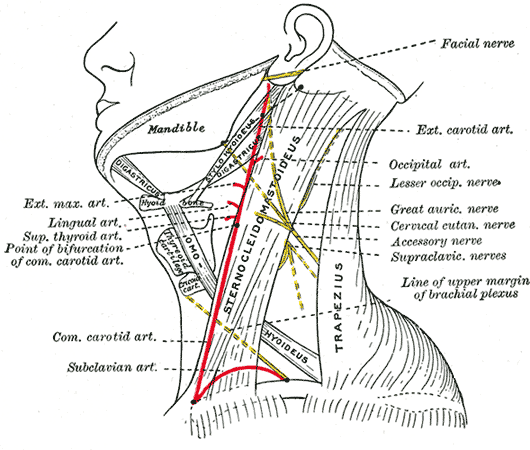
جانب العنق، والتي تبين علامات السطح الرئيسية.

## وصلات خارجية
- ent/8 في موقع إي ميديسين
- موضع العصب الوجهي في التصوير بالرنين المغناطيسي
- WUSTL -- خريطة